# Sir Lord Baltimore
Sir Lord Baltimore — американская рок-группа, собранная в Бруклине в 1968 году. Играла в жанрах хард-рок, хеви-метал и стоунер-рок, считается «крёстным отцом» последнего.

## История

### Начало карьеры
Джон Гарнер, Луис Дамбра и Гэри Джастин впервые начали репетировать в 1968 году, когда познакомились в старшей школе. На тот момент Дамбра уже играл в группе под названием «The Koala» (выпустившей одноимённый альбом в 1969 году), где выступал под именем «Луис Кейн». На выбор карьеры Гэри Джастина, по его словам, оказал влияние Джек Брюс из Cream.
В начале своей карьеры группа прошла прослушивание у Майка Аппеля (позже он запустил карьеру Брюса Спрингстина и руководил ей). Аппель согласился стать их наставником и, как сообщается, дал название их группе, позаимствованное у персонажа из фильма «Бутч Кэссиди и Сандэнс Кид». Аппель выступил в качестве сопродюсера дебютного альбома группы, а также внес свой вклад в аранжировки и тексты песен.

### Дебютный альбом
Дебютный альбом был записан в студии Vantone Studios, сопродюсерами выступили Майк Аппель и Джим Кретекос, инженирингом занялся Ник Массе. Дополнительные треки, сведение и наложение были сделаны на Студия Electric Lady с легендарным инженером Эдди Крамером, более известным по своей работе с Джими Хендриксом. По словам Аппеля, участники группы Pink Floyd присутствовали во время одной из сессий записи альбома и, как сообщается, были впечатлены. Этот альбом получил название «Kingdom Come» был выпущен на лейбле Mercury Records в 1970 году. Альбом был выполнен в жанре хард-рок, для него были характерны высокий уровень искажений на гитаре (и, в некоторых случаях, на басу) и обширный мульти-трекинг для дальнейшего улучшения звучания гитары.
19-20 февраля 1971 года Sir Lord Baltimore отыграли несколько выступлений подряд в нью-йоркском клубе «Fillmore East» на разогреве на концерте, в котором участвовали J. Geils Band и Black Sabbath (в рамках тура в поддержку альбома «Paranoid»).

### Второй альбом
Изданный в 1971 году (также на Mercury Records), одноимённый с группой альбом ознаменовал смену направления: быстрый темп первого альбома уступил место более медленному, больше напоминающему музыку коллег группы по хард-року. Для записи этого альбома группа расширилась до квартета, к которому присоединился в качестве второго гитариста брат Луиса Дамбры, Джоуи Дамбра. «Sir Lord Baltimore» содержит предполагаемую концертную запись композиции «Where Are We Going», которая на самом деле была записана в студии. Аудитория была дублирована, поскольку продюсер счел хорошей идеей включить live-трек.
После выпуска второго альбома карьера Sir Lord Baltimore начала угасать, и Mercury Records уволили их. Группа публично назвала наркотики причиной краха своей карьеры, при этом также упоминались низкие продажи пластинок и невыплата авторских отчислений. Однако в середине 1970-х группа начала работу над неизданным третьим альбомом, первоначально запланированным на 1976 год, и музыка, написанная для него, в конечном итоге была выпущена на «Sir Lord Baltimore III Raw» в 2006 году.
В 1994 году первые два альбома группы были переизданы на одном компакт-диске, на лейбле PolyGram, однако трек-лист на объединенном компакт-диске отличался от оригинальных записей. «Kingdom Come» был переиздан отдельно в цифровом формате в 2007 году, на этот раз на Anthology Recordings.

### Воссоединение
В 2006 году Гарнер и Дамбра воссоединились под старым названием своей группы и выпустили новый альбом, Sir Lord Baltimore III Raw. Реформированная группа отличалась влиянием христианского рока, чего не было в их ранних работах. Джастин, который больше не был активным музыкантом, не принимал участия. Гарнер умер 5 декабря 2015 года от печеночной недостаточности, положив конец группе.

## Дискография
Студийные альбомы
- Kingdom Come (1970)
- Sir Lord Baltimore (1971)
- Sir Lord Baltimore III Raw (2006)

Синглы
- Hard Rain Fallin' / Lady of Fire (1970)
- Master Heartache / I Got A Woman (1971)

Сборники
- Kingdom Come / Sir Lord Baltimore (1994)
- Complete Recordings 1970 — 2006

## Участники
- Джон Гарнер — вокал, ударные (1968–1976, 2006–2015; умер в 2015)
- Луис Дамбра — гитара (1968–1976, 2006–2007; умер в 2019)
- Гэри Джастин — бас-гитара (1968–1976)
- Джои Дамбра — гитара (1970–1972)

## Факты
- В мае 1971 года Майк Сондерс (известен по работе в поздних Angry Samoans) написал благоприятный отзыв о «Kingdom Come» для журнала «Creem». Историческим событием стало утверждение Сондерса о том, что «...Sir Lord Baltimore, кажется, использовали почти все лучшие приемы хеви-метала в этом альбоме» — это одно из первых печатных употреблений термина «хеви-метал» для обозначения музыкального жанра[5].
- В Sir Lord Baltimore вокалист (Джон Гарнер) играет на ударных, что является редкостью для рок- и метал-музыки.
- В 2009 году японская группа Church of Misery записала кавер-версию песни Sir Lord Baltimore «Master Heartache» на своем альбоме Houses of the Unholy.